# 海峽兩岸經濟合作架構協議
《海峽兩岸經濟合作架構協議》（英文：Cross-Strait Economic Cooperation Framework Agreement，或者簡稱為ECFA）是海峽兩岸（台灣與中國大陸）之間的雙邊經濟協議，是中國讓利政策的成果，由中華民國政府於2009年提出，中華民國總統馬英九視為加強臺灣經濟發展的政策；後於2010年6月29日在中國重慶市與中華人民共和國政府簽訂第一次協議，後續有貨品貿易、服務貿易、投資保障以及爭端解決協議協商從此展開。該協議在簽訂前，曾一度稱為兩岸經濟協議。
蔡英文政府上台後，兩岸關係轉趨惡化，在嚴重特殊傳染性肺炎疫情後仍未有改善；2023年12月21日，中华人民共和国国务院关税税则委员会以「台灣當局長期單方面對大陸采取歧視性貿易限制」為由宣布中止ECFA项下丙烯等12个税目产品的关税减让。賴清德政府上台10天後，中國大陸方面於2024年5月31日宣布中止对134个税目进口产品的关税减让，2024年6月15日起正式實施。中國国务院关税税则委员会发布公告，自2024年9月25日起，停止执行对原产于台湾的鲜水果、蔬菜、水产品等34项农产品免征进口关税政策，相关农产品进口关税按现行有关规定执行。

## 緣起
2008年初，中國國民黨總統候選人馬英九於競選政見提及當選後將與中國大陆簽訂經貿協議。同年3月的總統大選，馬英九順利當選第12任中華民國總統，中國國民黨時隔8年重返執政。

## 架構
台灣官方強調ECFA的架構過程是模仿中國大陆與東協自由貿易區的架構。可是在這當中卻存在著「系統相容」的問題，差別在於東協與中國大陸加入WTO是以開發中经济体加入，而台灣是選擇以发达经济体加入WTO，所以已放棄发展中经济体的權利，以產品為主，貿易部分就只能引用與中國大陆不同的條款。
在ECFA裡強調「逐步到位」，雙方須在一定時間使商品貿易為零關稅，並非官方宣稱ECFA將「僅先定架構及目標」、「像一本書的目錄」，至於「具體內容日後再協商」。
時任陸委會主委曾公開表示：“在ECFA文本中，我方在序言裡堅持寫入‘本著世貿組織的基本原則，考量雙方經濟條件’…這等於為台灣加了一道安全閥。外界認為十年或十五年內要對大陸全面開放市場是錯誤的理解，因為文本序言中的這道‘安全閥’，只要是我們認為經濟條件不夠的項目，就能一百年都不開放或不降關稅。那些項目要開放或降關稅，完全由台灣自行考量經濟條件來決定，沒有期程限制。”

### 早期收穫清單分類
- 因為WTO規定經濟合作協議「必須」達到九成雙方貿易產品的免關稅，該條約也達成分階段達成的默契；而其先期協議的產品內容，普稱為「早收清單」。
- 在細項上，關稅免稅部份將包含了台灣輸往中國大陆的石化、機械、紡織品及汽車零配件業等經濟產業。

WTO並未規定會員在簽完自由貿易協定（FTA）後，就必須在十年內完全開放市場。從已簽署的近三百個自由貿易協定來看，有的在簽FTA後十年內，開放程度連百分之五十都沒有達到。然而，目前兩岸生效中的架構協議，屬於世貿組織規範中的過渡性協定，而根據GATT24條的諒解備忘錄，過渡性協定的合理期限為十年，若十年仍未完成正式的協定，必須向GATT進行說明，否則會面對世貿成員對其有效性的質疑。
部分半官方團體評估
- 臺灣半官方組織中華經濟研究院曾以國際通用GTAP及TAIGEM等經濟模型評估該條約。該評估認為：兩岸簽署ECFA對台灣經濟之影響，研究結果顯示簽署後對台灣 GDP、出進口、貿易條件、社會福利均呈現『暫時性正成長』，整體經濟成長率將增加1.65%-1.72%、總就業人數將增加25.7-26.3萬人，對總體經濟有明顯正面效益，全民皆可分享此經濟成長的果實。[7]

之後，國民黨皆以此評估作為簽訂條約的依據及說帖。而根據此評估，國民黨認為該條約的益處有「邁向全球化」，「東亞戰略影響」。

#### 貨品貿易協議
依海峽兩岸經濟合作架構協議本文第二章第三條展開磋商。
海峽兩岸貨品貿易協議。
- 協商始日：2011年3月開始協商，截至2015年11月25日為止已進行12次協商，尚未完成簽署。

#### 服務貿易協議
依海峽兩岸經濟合作架構協議本文第二章第四條展開磋商。

海峽兩岸服務貿易協議，台灣媒體簡稱“兩岸服貿協議”。
- 協商始日：2011年2月開始協商。
- 協議時間：2013年6月20日至22日，於上海東郊賓館舉行第九次海基海協兩會高層會談中簽署兩岸服貿協議。
- 協議代表：海基會董事長林中森，與大陸海協會會長陳德銘。

簽署完成後，在台灣引發海峽兩岸服務貿易協議存查爭議，截至目前為止尚未生效。

## 兩岸經濟合作委員會
依據「海峽兩岸經濟合作架構協議文本第五章第十一條成立的磋商平台及聯繫機制，各次會議亦為後續協議之協商平台。
- 2011年1月6日成立。
- 2011年2月22日在桃園舉行第1次例會
- 2011年11月1日在杭州舉行第2次例會
- 2012年4月26日在淡水舉行第3次例會
- 2012年12月11日在廣州舉行第4次例會
- 2013年12月10日在臺北舉行第5次例會
- 2014年8月5日在北京舉行第6次例會
- 2015年1月29日在臺北舉行第7次例會

## 簽署過程
| 時間       | 重要事件 |
| ---------- | --- |
| 2008-06-13 | 第一次江陳會談於北京舉行。由海峽交流基金會董事長江丙坤率領代表團前往北京，與海峽兩岸關係協會會長陳雲林舉行會談，針對兩岸包機及大陸人民來臺觀光兩項議題進行協商，並於6月13日正式簽署文件。是1998年第二次辜汪會談之後，兩會之間重新啟動的制度性協商。 |
| 2008-11-04 | 第二次江陳會談於臺北圓山飯店舉行。雙方由海基会董事長江丙坤與海协会會長陳雲林率領代表團，針對兩岸包機直航新航線及增加班次與航點、兩岸海運直航、全面通郵、食品安全管理機制，以及面對世界金融風暴兩岸如何應對等問題進行協商。                          |
| 2009-02-22 | 經濟部部長召開記者會說明「推動兩岸經濟合作架構協議方案」。 |
| 2009-02-27 | 馬總統接受年代新聞專訪，說明將推動與中國大陆洽簽兩岸經濟合作架構協議（Cross-Straits Economic Cooperation Framework Agreement，即ECFA） |
| 2009-03-03 | 經濟部部長出席立法院經濟委員會國民黨立委會前會，說明推動ECFA立場。 |
| 2009-03-17 | 經濟部貿易局局長出席潘孟安委員召開之「ECFA對臺灣產生存發展之影響」公聽會說明推動ECFA立場 |
| 2009-04-13 | 經濟部部長赴立法院經濟能源委員會專案報告ECFA進展。 |
| 2009-04-26 | 第三次江陳會談於南京市舉行，由海峽交流基金會董事長江丙坤率領代表團前往南京，與海峽兩岸關係協會會長陳雲林舉行會談，針對共同打擊犯罪及司法互助、兩岸定期航班、兩岸金融合作等議題進行協商。                                                            |
| 2009-07-29 | 經濟部部長召開「ECFA經濟影響評估報告」記者會。 |
| 2009-08-05 | 經濟部鄧振中次長赴中國國民黨中常會報告兩岸經濟合作架構協議。 |
| 2009-08-18 | 行政院公民投票審議委員會召開「你是否同意臺灣與中國大陸簽訂之經濟合作架構協議（ECFA），政府應交付臺灣人民公民投票決定？」全國性公民投票案公聽會。 |
| 2009-08-27 | 行政院公民投票審議委員會召開會議審查「你是否同意臺灣與中國大陆簽訂之經濟合作架構協議（ECFA），政府應交付臺灣人民公民投票決定？」公民投票案，以13票認定，不符規定，駁回前述公投案。                                                                  |
| 2009-10-07 | 經濟部貿易局局長出席侯彩鳳委員舉辦理「兩岸經濟合作架構協議（ECFA）對產業與勞工就業之影響」研討會，說明ECFA及政府因應措施。 |
| 2009-10-23 | 經濟部貿易局副局長出席邱鏡淳委員舉辦理「兩岸經濟合作架構協議（ECFA）對產業與勞工就業之影響」研討會，說明ECFA及政府因應措施 |
| 2009-11-09 | 經濟部梁次長代表經濟部赴立法院財政委員會，就ECFA推動進展進行專案報告，並備質詢。 |
| 2009-11-13 | 經濟部次長陪同行政院金管會拜會立法院王院長，說明金融MOU及ECFA之關係，爭取對MOU之支持。 |
| 2009-11-16 | 經濟部次長代表經濟部赴立法院經濟委員會，就ECFA推動進展暨爭取金融服務業列入ECFA早期收穫相關情形進行專案報告，並備質詢。 |
| 2009-11-16 | 經濟部次長代表經濟部赴立法院財政委員會，就金融MOU與爭取金融服務業列入ECFA早期收穫之相關說明進行專案報告，並備質詢。 |
| 2009-11-18 | 經濟部部長邀請經濟委員會委員，說明ECFA非正式意見交換相關情形。 |
| 2009-12-18 | 經濟部貿易局局長出席潘孟安委員召開之「兩岸簽署ECFA對臺影響」公聽會，說明ECFA可能內容及配套措施。 |
| 2009-12-21 | 第四次江陳會談於臺中市舉行，雙方由海峽交流基金會董事長江丙坤與海峽兩岸關係協會會長陳雲林率領代表團，針對兩岸租稅問題、兩岸標準檢驗與認證合作、兩岸農產品檢疫檢驗以及兩岸漁業勞務合作等問題進行協商。                                                |
| 2010-01-04 | 經濟部長赴經濟委員會專案報告「兩岸經濟合作架構協議（ECFA）正式協商準備工作說明」，並備詢。 |
| 2010-01-20 | 經濟部部長赴立法院拜會王院長說明兩岸經濟合作架構協議正式協商準備工作相關事宜。 |
| 2010-01-26 | 於北京進行兩岸經濟合作架構協議第1次正式協商。 |
| 2010-02-03 | 經濟部部長赴立法院拜會王院長報告兩岸經濟合作架構協議第1次正式協商情形 |
| 2010-02-09 | 總統向人民報告兩岸經濟協議 |
| 2010-03-15 | 經濟部部長赴立法院報告第2次正式協商準備工作。 |
| 2010-03-31 | 兩岸經濟協議第二次正式協商於桃園舉行 |
| 2010-04-06 | 經濟部施顏祥部長赴立法院向王院長報告ECFA第二次正式協商報告 |
| 2010-04-08 | 經濟部貿易局黃志鵬局長赴內政委員會列席備詢 |
| 2010-04-25 | 總統與民進黨主席蔡英文進行ECFA──電視辯論會 |
| 2010-06-13 | 兩岸經濟協議第三次正式協商於北京舉行 |
| 2010-06-15 | 經濟部施顏祥部长赴立法院向王院長報告ECFA第三次正式協商報告 |
| 2010-06-23 | 第五次「江陳會談」預備性磋商於臺北市舉行 |
| 2010-06-24 | 第五次江陳會談預備性磋商於臺北市舉行 經濟部施顏祥部長赴立法院向王院長報告第五次「江陳會談」預備性磋商情形 |
| 2010-06-29 | 第五次江陳會談於重慶市舉行，正式簽署「兩岸經濟合作架構協議」。 |
| 2010-08-17 | 立法院表決正式通過與大陸簽署的兩岸經濟合作架構協議ECFA。 |

### 引用
1. ↑  年内完成ECFA后续协商值得期待 的存檔，存档日期2014-02-21.，亚太日报，2014年2月12日
2. ↑  尹建議英文名ECFA「A擱發」，馬定調兩岸經合架構協議 （页面存档备份，存于），NOWnews今日新聞網，2010年2月27日，於2010年7月7日查閱。
3. ↑  . 中华人民共和国商务部新闻办. 2024-05-31  [2024-05-31]. （原始内容存档于2024-05-31）.
4. ↑  . 中华人民共和国财政部. 2024-05-31  [2024-05-31]. （原始内容存档于2024-06-03）.
5. ↑  . 海峡飞虹中文网. 2024-06-16  [2024-06-16]. （原始内容存档于2024-06-16） （中文）.
6. ↑  . 中央社. 2024-09-18  [2024-12-07]. （原始内容存档于2025-06-07） （中文）.
7. ↑  [ .   [2010-07-09]. （原始内容存档于2010-05-15）. 簽訂兩岸經濟合作架構協議之利益]
8. ↑  .   [2010-07-09]. （原始内容存档于2014-05-04）.
9. ↑  . Google Docs.
10. ↑  . www.cna.com.tw.   [2020-04-11]. （原始内容存档于2020-04-11）.
11. ↑  .   [2015-11-25]. （原始内容存档于2015-11-25）.

## 外部連結
- 經濟部國際貿易署：ECFA兩岸經濟合作架構協議